# Blue Heaven (漫画)
『Blue Heaven』（ブルーヘヴン）は、髙橋ツトムの漫画。

## 概要
『週刊ヤングジャンプ』（集英社）にて2002年から2003年に連載された。単行本全3巻発売。
豪華客船Blue Heaven号を舞台にしたパニック作品。

## 登場人物
李盛龍
通称「鬼子」。漂流船から救出された男。殺人鬼。豪華客船ブルーヘヴンを地獄のどん底に陥れる。
ミスター・ジュノー
大富豪。オーナーである製薬会社で薬害を起こし、被害者にテロ攻撃されて妻を失っている。本人は、全身火傷の重傷を負うが奇跡的に死ななかった。
ガルフ・ジュノー
ジュノーの息子。父親から復讐の教育を受けており、残忍な性格。
佐野幸信
ブルーヘブン号の警備課長。元刑事。
夏川ヨシコ
ブルーヘヴン号のパーサー。事件に巻き込まれる。
冬木淳吾
通称「ジュゴン」。ブルーヘヴン号の機関員。夏川に惚れている。
シンディ
ブルーヘヴン号の船医。李盛龍により殺害される。